# Þorvaldur Garðar Kristjánsson
Þorvaldur Garðar Kristjánsson (ur. 10 października 1919 w Kirkjuból í Valþjófsdal, zm. 14 kwietnia 2010) – islandzki polityk i prawnik, poseł do Althingu i jego przewodniczący w latach 1983–1988.

## Życiorys
W 1948 ukończył studia na Uniwersytecie Islandzkim. W latach 1948–1949 kształcił się na University College London. Pod koniec lat 40. był przewodniczącym zrzeszenia studentów w Reykjavíku. W latach 50. kierował działem ekonomicznym banku Útvegsbanki Íslands. Zaangażował się w działalność polityczną w ramach Partii Niepodległości, w latach 1961–1972 zajmował stanowisko jej sekretarza generalnego. Od 1958 do 1962 wchodził w skład rady miejskiej Reykjavíku.
W 1959 po raz pierwszy zasiadał w Althingu. W 1960 i 1961 krótkotrwale wykonywał mandat jako zastępca poselski. W islandzkim parlamencie zasiadał ponownie w latach 1963–1967 i 1971–1991. W okresach 1974–1978 i 1978–1979 pełnił funkcję przewodniczącego wydzielonej izby wyższej parlamentu. Od 1983 do 1988 był przewodniczącym całego Althingu.